# Hoplia gracilis
Hoplia gracilis är en skalbaggsart som beskrevs av S. Endrödi 1952. Hoplia gracilis ingår i släktet Hoplia och familjen Melolonthidae. Inga underarter finns listade i Catalogue of Life.